# Gerhard Tersteegen
Gerhard Tersteegen, född 25 november 1697 i Moers, död 3 april 1769 i Mülheim an der Ruhr, var en protestantisk mystiker, köpman, bandvävare, lärare, författare och psalmdiktare. Han levde asketiskt och verkade i pietistisk anda såsom författare av uppbyggelseskrifter, konventikeltalare och själasörjare bland de fattigare folkklasserna. Ända från Holland, Danmark, Sverige och Amerika sökte man hans råd och ledning.
Tersteegen är representerad i flera psalmböcker internationellt. Bland andra i den danska Psalmebog for Kirke og Hjem med en psalm (nr 564 Kom, lad os trøstig vandre, som också tagits med i Roskilde Konvents Psalmebog 1855. 
I The Church Hymn book 1872 är han representerad med fyra psalmer nr 655 God calling yet (Gott rufet noch, diktad 1730), nr 774 Thou hidden love of God (Verborgne Gottes liebe, Du, diktad 1731), nr 782 Something every heart is loving (diktad 1730) och nr 927 O thou, to whose all-searching sight (diktad 1731). 
I The English Hymnal with Tunes, 1933, är han representerad med processionspsalmen Gott ist gegenwärtig, som till engelskan översattes av John Wesley till Lo! God is here! (nr 637). Till den texten används en melodi, som är en traditionell medeltida hymn medtagen ur den schweiziska psaltarhymnens koralbok från 1551 och kan sjungas unisont av kör och församling. Den sjungs vid upptagande av kollekt till åminnelse av apostlarna Simon Ivraren och Judas Taddeus den 28 oktober. 
I Den svenska psalmboken 1986 finns han representerad med originaltexter till två verk (nr 79 och 615) samt med andra psalmer i till exempel Frälsningsarméns sångbok 1990 (FA) och Psalmer och Sånger 1987 (P&S).
I sina ”Heliga själars liv” (”Auserlesene Lebensbeschreibungen Heiliger Seelen”) översatte och utgav han bl a utdrag ur Julian av Norwichs ”Uppenbarelser av den gudomliga kärleken”.

## Psalmer
- Dyre Jesus, du är min (FA 1948 nr 49, FA nr 391) Tersteegen diktade och tonsatte kören/refängen okänt årtal
- Från allt, hwad ej består år 1843 nummer 230 i Syréens sångbok och 14:e sången i Lilla Kempis,  Andeliga sånger, 1876. Finns på Wikisource.
- Frälsare! ack, skåda Du sjätte sången i Lilla Kempis,  Andeliga sånger, 1876. Finns på Wikisource.
- Gud är mitt ibland oss (Gott ist gegenwärtig.) (1986 nr 79) skriven 1729 ⇒Gud är här tillstädes, Nummer 5 i Syréen sångbok 1843, sjunde sången i Lilla Kempis, Andeliga sånger, 1876,  I Kyrklig sång 1928 finns också Carl David af Wirséns översättning Herren är tillstädes. (1937 nr 209). Nyöversatt av Maria Arosenius 1931. Berarbetad 1934 och 1966. Finns på Wikisource.
- I kallade själar! ack, sofwen ej mer femtonde sången i Lilla Kempis,  Andeliga sånger, 1876. Finns på Wikisource.
- I Jesu namn och nåd allena andra sången i Lilla Kempis,  Andeliga sånger, 1876. Finns på Wikisource.
- I werldens öken sitter jag, åttonde sången i Lilla Kempis under Andeliga Sånger. I en yngre översättning av Maria Arosenius 1931 lyder inledningen I torra öknen sitter jag. Finns på Wikisource.
- Jag känner kors; hwad är för råd? elfte sången i Lilla Kempis,  Andeliga sånger, 1876. Finns på Wikisource.
- Jag söker Jesu blod och kraft trettonde sången i Lilla Kempis,  Andeliga sånger, 1876. Finns på Wikisource.
- Jesu! för Ditt namn sig böjer tionde sången i Lilla Kempis,  Andeliga sånger, 1876. Finns på Wikisource.
- Jublen, I himlar (SMF 1894 nr 90, SMF 1920 nr 97, Segertoner 1930 nr 434, P&S nr 337) skriven 1735 Finns på Wikisource.
- Kom, vänner, låt oss hasta skriven 1735. Nummer 363 i Syréens sångbok 1843, 16:e sången i Lilla Kempis, 1876. (1937 nr 353, 1986 nr 615). Svensk översättning 1741. Bearbetad 1826 och 1934.Finns på Wikisource.
- Lovsjungen Herran, som allt gott oss täckes tredje sången i Lilla Kempis,  Andeliga sånger, 1876. Finns på Wikisource.
- Mitt ljus, mitt liv, o Jesu kär! första sången i Lilla Kempis,  Andeliga sånger, 1876. Finns på Wikisource.
- Nu afton är, och solen sig betäcker fjärde sången i Lilla Kempis,  Andeliga sånger, 1876. Finns på Wikisource.
- O Guds fördolda kärleks ro nionde sången i Lilla Kempis,  Andeliga sånger, 1876. Finns på Wikisource.
- O Jesu, Du Guds underbarn 17:de sången i Lilla Kempis,  Andeliga sånger, 1876. Finns på Wikisource.
- O store Gud, i hwilken allt sig rörer nr 6 i Syréens Sångbok, 1843 och den tolfte sången i Lilla Kempis,  Andeliga sånger, 1876. Finns på Wikisource.
- Så förer Du, o Gud nr 25 i Syréens Sångbok, 1843 och 19:e och sista sången i Lilla Kempis,  Andeliga sånger, 1876. Finns på Wikisource.
- Till mig – så ropar Jesus än 18:de sången i Lilla Kempis,  Andeliga sånger, 1876. Finns på Wikisource.
- Trötta ande, hwila dig femte sången i Lilla Kempis,  Andeliga sånger, 1876. Finns på Wikisource.
- Wikisource har originalverk som rör Gerhard Tersteegen.